# 珂若蘭·愛達·安姆琪
珂若蘭·愛達·安姆琪（英語：Coraline Ada Ehmke）是一位軟體工程師以及開放源碼擁護者，主要活躍於芝加哥與伊利諾州。自1994年，她開始從事網頁開發者的工作，以及多種不同的產業，包括工程、諮詢顧問、教育、廣告、醫療衛生和程式開發基礎建設。她較被廣為人知的是在Ruby上的貢獻。RailsConf是Ruby on Rails開發者齊聚一堂的研討會，而她於2016年的RailsConf上，獲頒Ruby Hero獎項。她在社會正義與行動主義、創立貢獻者公約、以及促進開源專案與社群廣泛採用行為準則而聞名。

## 職業生涯
珂若蘭從1994年就開始寫Perl程式，在她2007年主力轉為使用Ruby前，還有使用過ASP.NET和Java。她是25個Ruby函式庫(Ruby gems)的作者，同時也是多個Ruby開源專案的貢獻者，包括Rspec和Ruby on Rails。她經常在技術研討會上演講，曾擔任許多不同技術研討會的主題演講，如南非開普敦的RubyFuza和巴西的RubyConf。

## 生平
珂若蘭是一位跨性別者，自2014年3月開始改變她的性別。她公開自己的變性故事，希望可以幫助到其他有性別認同困擾的人們。同時，她也多次接受採訪，分享她身為跨性別者，在科技業所感受到變性前後與工作上的經驗。她也分別在Keep Ruby Weird、Alterconf和Madison+ Ruby等研討會上公開演講「He Doesn't Work Here Anymore」。
珂若蘭有創作和錄製音樂，並以「A Little Fire Scarecrow」為名發表過多張專輯。